# Detective Chief Inspector Alan Banks
Detective Chief Inspector Alan Banks is de fictieve hoofdpersoon in een reeks van misdaadromans geschreven door de schrijver Peter Robinson.
In juli 2010 gaf ITV opdracht voor een televisieaflevering van Robinsons roman Aftermath (2001, in het Nederlands vertaald als Nasleep), met Stephen Tompkinson in de hoofdrol van DCI Banks. Zijn tegenspeelster is Andrea Lowe in de rol van Annie Cabbot. Deze televisiefilm werd uitgezonden in twee afleveringen van een uur op 27 september en 4 oktober 2010. De kijkcijfers waren goed genoeg om nog drie afleveringen te produceren: Playing With Fire, Friend of the Devil en Cold is the Grave zijn allemaal aangepast voor televisie, en een serie van zes afleveringen is begonnen op 16 september 2011. Op 28 mei 2011 werd Aftermath uitgezonden door de KRO.
De eerste roman die verband houdt met Banks werd gepubliceerd in 1987, en droeg de titel Gallows View (Nederlandse vertaling: Stille blik). Na een leven in Londen als lid van de Metropolitan Police Unsolved Crime Squad woont en werkt rechercheur Alan Banks nu in het Engelse stadje Eastvale. Hij heeft twee kinderen, Tracy en Brian, en een liefhebbende vrouw, Sandra. Sinds zijn verhuizing naar Eastvale werkt Banks nu als hoofdinspecteur van de recherche voor de politie van Eastvale, met zijn eigen kleine kantoor waarin een metalen bureau en twee stoelen, en een raam met uitzicht op het drukke marktplein. DCI Banks verafschuwt als arbeidersjongen alles wat met geld en rijkdom te maken heeft, voor hem een reden om van Londen naar Eastvale te verhuizen. Zijn grote doel was om niet verstrikt te raken in het materialisme van de grote stad, en door op te stappen is hij erin geslaagd om een respectabel gezin te stichten in een landelijke omgeving. DCI Banks heeft een unieke, opvallende smaak in muziek (klassieke jazz), en zijn charmante houding helpt hem een goede verhouding met verdachten te krijgen.
De meeste vroege romans waren gericht op misdaden die Banks moest oplossen, maar de roman In A Dry Season uit 1999 ging over zijn scheiding van zijn vrouw en kinderen. In de latere romans lag het accent op zijn romance met DS Annie Cabbot, die haar eerste verschijning maakt in In A Dry Season, bij het onderzoek van een politieman uit Banks' team die wordt beschuldigd van doodslag. Ze wordt later zelf lid van Banks' team en Banks en Cabbot krijgen een knipperlichtrelatie.
De romanreeks werd genomineerd voor een aantal prijzen, en won enkele prestigieuze onderscheidingen in de misdaadfictie, zoals de Arthur Ellis Award, de Anthony Award en de Edgar Award.